# Polsat 2
Polsat 2 International или просто Polsat 2 — международный польский телеканал телекомпании Polsat, вещающий для польской диаспоры по всему миру с 1 марта 1997. В сетку вещания входят выпуски новостей, развлекательные программы, ток-шоу, художественные и документальные фильмы. В США и Австралии телеканал вещает при помощи спутника круглосуточно.

## История
Динамичное развитие телекомпании Polsat благодаря возраставшей популярности в стране вынудило компанию начать вещание на новом спутниковом телеканале. 1 марта 1997 был запущен новый фильмовый телеканал, в эфире которого изначально транслировались фильмы с кинофестиваля «Открытие». Долго внизу справа на экране отображалась надпись TEST. Позднее телеканал переквалифицировался для женщин, детей и молодёжи: в 1990-е годы в эфир стали выходить музыкальные программы и дискотеки.
В апреле 2000 года Polsat 2 уступил свою частоту вещания телеканалу TV4, однако не исчез с телеэкранов и был переименован в Polsat 2 Info, начав показывать документальные фильмы и информационные программы. Через несколько месяцев в адрес руководства Polsat 2 поступили обвинения в нарушении авторских прав и незаконных показов зарубежных документальных сериалов. 1 сентября 2001 телеканал начал вещать по всему миру, выпуская программы с других каналов (Polsat, TV4, Polsat Zdrowie i Uroda, Polsat Sport). Также появились некоторые программы специально для польской диаспоры Соединённых Штатов. По причине международного формата вещания реклама на телеканале почти не показывалась.
4 октября 2007 произошли серьёзные изменения в телеканале: сменился дизайн, расширилось время для рекламных блоков (в США блоки рекламы стали выходить в ночное время на польском языке). 18 октября 2008 с 0:05 началось вещание в системе Nagravision на цифровой платформе Cyfrowy Polsat. Изначально кодирование для данной платформы должно было начаться 10 сентября, но из-за технических сложностей сроки были перенесены.
1 января 2010 Polsat 2 был отключён в телесети Telewzija Vectra из-за отказа продлевать контракт, и его место занял телеканал Eska TV. С 1 сентября 2010 телеканал вещает в сети CYFRA+ на 11-й кнопке, с 1 января 2011 доступен на 18-й кнопке в сети Multimedia Polska, с 5 мая — в сети n на 10-й кнопке. В настоящее время транслирует повторы ранее выходивших программ.